# تپه‌های راجستان
ایالت راجستان از شمال غربی هند دارای بیش از صد دژ بر روی تپه‌ها و زمین‌های کوهستانی است. شش تپه قلعه راجستان، که در ایالت راجستان در شمال هندوستان پخش شده است، به عنوان یک مجموعه خوشه بندی شده و به عنوان میراث جهانی یونسکو تعیین شده است. این قلعه‌ها که در دوره‌های مختلف در سده‌های ۵ تا ۱۸ میلادی ساخته شده‌اند شامل موارد زیر است:
1. دژ چیتورگره در چیتورگره
2. قلعه کومبالگار در کومبالارگار
3. قلعه رانتامبور در ساوی مادوپور
4. قلعه گاگرون در جلالوار
5. دژ عامر در جیپور
6. دژ جیسلمیر در جیسلمیر

برخی از این قلعه‌ها دارای دیوار استحکامات دفاعی تا ۲۰ کیلومتر هستند، هنوز از مراکز شهری بازمانده و مکانیسم برداشت آن آب در حال استفاده شدن است.

## نگارخانه
- دژ عامر
- Jaisalmer Fort
- دژ عامر
- دژ عامر
- دژ عامر
- قلعه کومبالگار
- جیسلمیر
- قلعه کومبالگار
- قلعه کومبالگار
- Ranthambhore Fort
- Ranthambore Fort
- Gagron Fort
- چیتورگره

- Kirti Stambh در چیتورگره
- Kirti Stambh at چیتورگره
- Vijay Stambha at چیتورگره